# Jorge Javier Díaz
Jorge Javier Díaz (La Plata, Buenos Aires, Argentina; 1982 -La Plata; 3 de abril de 2013) fue un futbolista argentino del Club Estudiantes de La Plata.

## Carrera
Jorge Javier Díaz inició su carrera como jugador de las inferiores del Estudiantes de la Plata llegando hasta la reserva, junto con otros conocidos futbolistas como Pablo Lugüercio y Mariano Pavone. Luego quedó libre en el 2003.
Era un aguerrido mediocampista  central que luego de iniciarse en el "Pincha" pasó por Gimnasia y Tiro de Salta (llevado por Urrieri), donde estuvo casi cuatro años como volante y capitán del conjunto millonario. Luego recaló en Pehuajó, donde jugó en el Club Atlético Independiente de Mones Cazón, Unión Curalú (equipo donde obtuvo el título de la LPF) y en sus últimos tiempos en Deportivo Argentino.
Vistió la “celeste y blanca” en las temporadas 2001/2002, 2005/2006 y 2008, y estuvo en los peores momentos institucionales de Gimnasia y Tiro.
Había defendido los colores de Centenario en la temporada 2004-2005 en el Argentino B.
Su último partido fue el domingo 31 de marzo del 2013 cuando Deportivo Argentino jugó contra San Martín, en el Esteban Garré, por una nueva fecha del Torneo Argentino C (TDI).
Mientras trabajaba como futbolista simultáneamente se desempeñó en una empresa de plásticos llamado COSUEL.

## Vida privada
Estuvo casado hasta su muerte con una joven de nombre Gisell, a quien conoció desde la infancia y empezó a salir en 1998 cuando él tenía 15 años y ella 21, comprometiéndose en matrimonio diez años más tarde en 1998. Tuvo dos hijos, uno de ellos de nombre Santino(n.2004). Un mes después de su muerte, su mujer se enteró de que estaba esperando a su tercer hijo.

## Tragedia y fallecimiento
Jorge Javier Díaz murió ahogado el 3 de abril de 2013, tras la abrupta inclemencia climática que sometió a la ciudad bonaerense de La Plata. En la madrugada del miércoles, mientras rescataba a sus padres por la zona de 31 y 60, pudo sacar de la casa a su madre, pero cuando intentó hacer lo mismo con su padre perdió la vida, arrastrado por la correntada que bajaba por la calle. Su cuerpo fue hallado flotando en el agua a la altura de circunvalación y 70. Fue una de las 55 víctimas de la catastrófica inundación. Tenía 31 años.

## Homenaje
El 13 de abril del 2013 la dirigencia de Estudiantes de La Plata, en la previa del partido con Godoy Cruz, le rindió un sentido homenaje al exjugador Pincharrata.